# Čakany
Čakany (Hongaars: Pozsonycsákány) is een Slowaakse gemeente in de regio Trnava, en maakt deel uit van het district Dunajská Streda.
Čakany telt 596 inwoners.
De gemeente heeft een in meerderheid Hongaarse bevolking, allen onderdeel van de etnische Hongaarse minderheid in Slowakije.